# Sneakernet

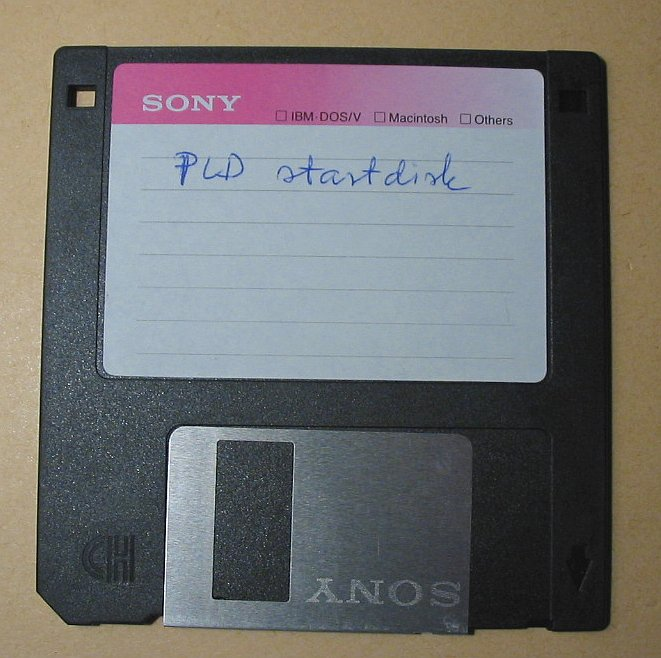
In un ambiente stand-alone, senza rete, il floppy disk era un tempo il mezzo principale per trasferire file tra computer. Oggi, flash drives portatili o memory card rappresentano una soluzione molto più pratica.

Sneakernet è il termine usato scherzosamente per descrivere il trasferimento elettronico di informazioni, specialmente file di computer, effettuato spostando dei dispositivi rimovibili come nastri magnetici, floppy disk, compact disc, Chiave USB, o dischi fissi esterni da un computer ad un altro.
Sneaker si riferisce alle scarpe della persona che trasporta il supporto. Questa modalità di trasporto dati si contrappone a quella di trasferire informazioni utilizzando una rete informatica e viene spesso usata come un esempio accademico per illustrare il compromesso tra latenza e ampiezza di banda.

## Definizione
Nel mondo dei computer, gli sneakernets sono utilizzati ovunque. Infatti si possono utilizzare tutte quelle volte in cui le reti informatiche sono estremamente costose per chi deve mantenerle, in ambienti di alta sicurezza dove sono necessarie ispezioni manuali (per la riclassificazione delle informazioni), dove le informazioni necessitano di essere suddivise in differenti strati con differenti livelli di sicurezza per l'autorizzazione all'accesso, quando il trasferimento di dati non è praticabile a causa delle limitazioni di banda, quando un laptop ospite è incompatibile con la rete locale, o semplicemente quando due computer non sono alimentati durante lo stesso intervallo di tempo o per causa di cablaggi non ottimali. Poiché gli sneakernets si avvantaggiano di un supporto fisico, negli account dovranno essere prese misure di sicurezza differenti per consentire il trasferimento di informazioni sensibili.
Anche nei peer-to-peer (o nella condivisione di file friend-to-friend) è usata questa forma di trasferimento di dati e si è diffusa ampiamente nelle aree metropolitane e nelle comunità dei college, a volte con lo scopo di distribuire materiale coperto da diritti di copia. La comodità di questo sistema è stata ulteriormente incrementata dalla disponibilità di dischi fissi esterni USB, chiave USB e riproduttori portatili di musica come l'iPod.
Lo stesso Servizio Postale degli Stati Uniti offre il Media Mail per il trasferimento di dischi fissi e compact disc tra gli altri servizi. Rappresenta un valido mezzo per utilizzare a grande distanza le sneakernet. Infatti, quando per inviare un'email è necessario un disco fisso abbastanza grande od addirittura una pila di DVD, il throughput (l'ammontare di dati per unità di tempo) può far preferire di rivolgersi verso altri metodi di trasferimento di dati.

## Teoria
Dal punto di vista della teoria dell'informazione, le sneakernet possono raggiungere imparagonabili throughput, ma soffrono di alta latenza (vedi Confronto di latenza e throughput). Il throughput della rete è direttamente proporzionale alla dimensione dei file trasmessi. La latenza è basata sull'ammontare di tempo necessario per processare completamente una richiesta di informazioni. In pratica, la latenza consiste nel tempo impiegato per scrivere sul supporto di immagazzinamento, maggiorato del tempo necessario per trasportare i dati dal punto A al punto B.
Per esempio: la persona A richiede alla persona B di inviargli il contenuto di un DVD (4.7 GB). Su Internet la latenza per la richiesta di un file è dell'ordine dei millisecondi, ma alla velocità di download di 50 kB/s di una modesta banda larga può richiedere fin circa un giorno per completare il trasferimento. Dall'altra parte, una persona B potrebbe masterizzare un DVD e consegnarlo ad una persona A in un'ora. La latenza è un'ora, ma il throughput del trasferimento è approssimativamente uguale al tasso di trasferimento di 1305 kB/s.
La capacità teorica di un Boeing 747 riempito di Blu-ray Disc è di 595.520.000 Gigabit, e il risultante throughput, tramite un volo da New York a Los Angeles, è 37.034,826 Gb/s.
Allo stesso modo, il più grande nastro per backup disponibile è il DLT-S4, con una capacità di 800 GB. Se un nastro di questa capacità fosse spedito per mezzo della posta notturna e riuscisse ad arrivare 20 ore circa dopo che è stato inviato, l'effettivo tasso di trasferimento sarebbe di 89 Mbit/s. Con l'attuale tecnologia di rete, una velocità dello stesso ordine di grandezza su questa distanza sarebbe molto difficile da ottenere senza una connessione dedicata alquanto costosa.
Le Sneakernet possono anche essere utilizzate insieme a trasferimenti di dati per rete in modo da incrementarne la sicurezza. Per esempio, un file, o un insieme di file, può essere cifrato e spedito su Internet, mentre la corrispondente chiave di cifratura viene stampata e/o trasportata a mano o spedita. Questo metodo riduce enormemente le possibilità di intercettazione sia della chiave che dei dati cifrati.
Esiste anche una limitazione del computer legata esclusivamente alle fasi di lettura/scrittura. Ci sono tre modi in cui la velocità dei dischi può essere incrementata. Si può aumentare la velocità del drive e/o del supporto, si può utilizzare un insieme multiplo di dischi (un disco può essere letto mentre un altro può essere scritto), o l'uso simultaneo di più insiemi.

## Esempi di uso
- Nel settembre 2009, la compagnia Durban Unlimited IT contrappose ripetutamente un piccione viaggiatore alla compagnia telefonica del Sud Africa per trasferire 4 GB di dati, per 60 miglia, da Howick a Durban. Il piccione, portando i dati su un Chiave USB, arrivò in un'ora e 8 minuti, e la lettura dei dati richiesero un'ulteriore ora per l'upload; durante lo stesso periodo di due ore, solo circa il 4% dei dati furono trasferiti tramite un collegamento ADSL.[3]
- Si dice che Google abbia usato spesso uno sneakernet per trasportare quantità di dati troppo grandi per le attuali reti di computer, ossia dell'ordine di 120TB.[4]
- Il progetto SETI@home usò uno sneakernet per superare le limitazioni di ampiezza di banda: i dati registrati dal radio telescope in Arecibo, Puerto Rico sono immagazzinati in nastri magnetici che sono trasportati a Berkeley per il processamento. Nel 2005, Jim Gray riportò della spedizione di dischi fissi e anche di scatole metalliche con processori per trasportare a mezzo posta un grande ammontare di dati.[5]
- Molte compagnie di produzione di film e di effetti visivi trasferiscono grandi film usando dischi fissi consegnati a mezzo corriere (per ridurre il conto relativo all'uso dell'ampiezza di banda, e riservarla per trasferimenti più critici).
- Wizzy Digital Courier fornisce accesso a Internet a scuole con poca o nessuna connettività di rete implementando UUCP su chiavette di memoria USB. Questo permette il trasporto di email e quello di inedite pagine web contenute nella web cache.
- Quando l'accesso da casa alla larga banda era meno comune, molte persone effettuavano il download di grandi file dalle reti del loro posto di lavoro e li portavano a casa tramite una sneakernet. Oggi quando questa cosa è più comune, qualche volta capita che tecnici di istituzioni con WAN congestionate facciano il contrario: effettuano il download di dati a casa, di sera e portano i file al lavoro su chiavetta USB.[senza fonte]
- In Amiga demoscene il metodo principale per scambiare dati era costituito dall'uso di snail mail e dallo scambio di floppy tra i gruppi. Ciascun gruppo aveva almeno una persona designata come swapper, che avrebbe scambiato notizie, dati e programmi con gli snapper di altri gruppi in questo modo. I migliori swappers erano soliti inviare e ricevere oltre 100 e-mail al mese.
- I servizi di noleggio DVD online come Netflix e GameFly sono effettivamente delle sneakernet, poiché trasferiscono dati su DVD e su altri supporti tramite posta.
- Gli esami sismici correlati con l'estrazione del petrolio registrano in campo, in modo continuo, dati dell'ordine dei terabyte. Per processare questi dati è richiesto un computer in cluster ed il tempo può spingersi fino ad un anno o più durante il quale l'equipaggio in campo probabilmente opterà per spostarsi a lavorare in un'altra area. I dati del campo sono generalmente trasportati a mano sui nastri, e sempre più su dischi fissi, verso il centro di processamento.
- Squadre di analizzatori di dati nel settore dei servizi finanziari spesso usano sneakernet per trasferire informazioni sensibili per le aziende, come i bilanci annuali, i dati dei compratori e le statistiche finanziarie.  Ci sono diverse ragioni per questo comportamento: prima di tutte, le sneakernet possono offrire un'elevata sicurezza (e soprattutto, sono percepiti come sicuri); secondariamente, i volumi dei dati coinvolti sono spesso estremamente alti; infine, installare una rete sicura che collega il cliente in affari con la squadra che analizza i dati è spesso o impossibile o coinvolge processi estremamente complessi.

## Nei media

### Non-fiction
»
La versione originale di questa affermazione risale a molto prima; il primo problema presente nel libro Tanenbaum's 1981 Computer Networks chiede agli studenti di calcolare il throughput di un San Bernardo che porta floppy disk (che possiedono una capacità di 250 kilobyte di dati). La prima citazione relativa ad Usenet è datata 16 luglio, 1985. Tra le persone coinvolte nel tramandare questi aneddoti troviamo Tom Reidel, Warren Jackson, o Bob Sutterfield. L'autovettura che trasportava i nastri magnetici rappresenta la versione canonica, ma esistono varianti che usano autotreni o Boeing 747 e successive tecnologie di immagazzinamento come CD-ROM che sono successivamente apparse.

### Finzione
- Nei film di azione e nei programmi televisivi il "file come oggetto di valore" è divenuto una presenza costante (MacGuffin) , d'altronde ha sostituito le lettere e i documenti di valore (tecnologie pre-elettroniche di immagazzinamento di informazioni) di diversi anni fa.
- Uno sneakernet è stato descritto in una scena memorabile del film Office Space: quando Michael, Peter, e Samir introducono un floppy contenente un virus nel loro ufficio.
- Il film Live Free or Die Hard descrive un ladro di dati digitali che tenta di effettuare il download di 500TB di dati finanziari in una scatole delle dimensioni di una valigia.
- Il film del 1995 Johnny Mnemonic, basato su una breve storia di William Gibson, presenta Keanu Reeves come un corriere digitale di dati, trasportati nella sua testa. Gli sneakernets sono anche protagonisti della novella di Gibson del 2007 Spook Country: gli IPod rappresentano il mezzo di immagazzinamento usato clandestinamente per spostare le informazioni.[7]

## Concetti simili
- IP over Avian Carriers (RFC 1149), trasmissione di messaggi tramite piccioni viaggiatori.
- Reti tolleranti ai ritardi, come quelle del Haggle project nella Università di Cambridge

## Diritti di copia
Molti sono stati i passi fatti per impedire l'uso di tecniche di sneakernet e prevenire l'infrazione dei diritti di copia delle informazioni, la più rilevante protezione della copia è stata usata sui supporti fisici di file audio per prevenire la copia e la successiva redistribuzione da parte dell'utente.
Nel 1992 l'associazione relativa alla pubblicazione del software (conosciuta ora come la SIIA) produsse una campagna PSA intitolata  Don't Copy That Floppy.
Schede SD, ed allo stesso modo i dischi DVD-R/-RAM/-RW usano "Content Protection for Recordable Media (CPRM)."
Memory Stick carte che usano una diversa forma di DRM.